# Altamirano, Chiapas
Altamirano är en ort i Mexiko.   Den ligger i kommunen Altamirano och delstaten Chiapas. Altamirano ligger 1 242 meter över havet och antalet invånare är 10 618.